# Диомидис, Александрос
Александрос Диомидис  (греч.  Αλέξανδρος Διομήδης  Афины 22 января 1875 — Афины, 11 ноября 1950) — греческий юрист, экономист, писатель и академик. Был директором Национального банка Греции и первым директором Банка Греции.
В 1950 году стал Премьер-министром Греции.

## Биография
Александрос Диомидис родился в 1875 году в Афинах, в семье юриста Николаоса Диомидиса-Кирьяку и Элени Филарету. Происходил из видной семьи юристов и политиков Диомидисов-Кирьяку.
Его дед Кирьякос, Диомидис был профессором юриспруденции и премьер-министром Греции. Профессором юриспруденции был также его дядя, Василис Икономидис.
Семья Кирьяку происходила из известного морского рода острова Спеце, внёсшего огромный вклад в Греческую революцию.
Следуя семейной традиции, Александрос Диомидис учился юриспруденции в Афинском университете, но затем продолжил учёбу специализируясь в финансах в Веймаре, Париже, Берлине и Лейпциге, где и был провозглашён профессором.
В 1905 году он был назначен преподавателем административного права в Афинский университет и стал корреспондентом газет «Неэс Имерес» (Νέες Ημέρες — Новые Дни) Триеста и «Неос Элефтерос Типос тис Виенис» (Νέος Ελεύθερος Τύπος της Βιέννης- Новая Свободная Печать Вены) работая также одновременно в качестве юриста.
Диомидис был одним из учредителей «Образовательного общества» в 1910 году.
В начале своей политической карьеры он был назначен номархом Аттики и Беотии. С 1910 и по 1918 год избирался депутатом от острова Спеце с партией либералов Элефтериоса Венизелоса и был министром финансов Греции с 1912 по 1915 год в первом правительстве Венизелоса и министром иностранных дел.
В 1918 году стал содиректором Национального банка Греции.
В 1922 году стал соучредителем газеты «Элефтеро Вима» (Ελεύθερον Βήμα — Свободная Трибуна),
был временно министром финансов и, в следующем году, был назначен директором Национального банка Греции, в котором работал, с перерывами, до 1949 года.
Диомидис стал первым директором Банка Греции, оставаясь на этом посту с 1928 по 1931 год, а также был председателем Верховного экономического совета страны.
В 1949 году он стал вице-премьером в правительстве Фемистокла Софулиса, чей пост занял на 6 месяцев в период с 30 июня 1949 года по 6 января 1950 года.
Александрос Диомидис умер от сердечной недостаточности в Афинах в 1950 году.
Он был женат на Июлии Психа, из известной семьи греческой общины Александрии, Египет. Диомидис завещал часть своего состояния Афинскому университету, для создания университетского ботанического сада. Сад создавался поэтапно, с 1961 по 1975 год, и получил имя Диомидиса и его жены — Ботанический сад Июлии и Александра Диомидиса.
Диомидис является автором ряда работ по экономике и по византийской истории.

## Некоторые из работ Диомидиса[8][9]
- Бюджет государства (Конституционное и экономическое рассмотрение бюджета государства) (Ο Προϋπολογισμός του Κράτους (Συνταγματική και οικονομική μελέτη περί του προϋπολογισμού του κράτους), Βασιλική Τυπογραφεία Ραφτάνη-Παπαγεωργίου, Αθήνα, 1905.
- 2-я Гаагская мирная конференция 1907 года (Η Εν Χάγη Β' Συνδιάσκεψις της Ειρήνης του 1907, Βασιλική Τυπογραφία Ραφτάνη-Παπαγεωργίου, Αθήνα 1908).
- Внешняя политика Греции, начиная с Европейской войны (Η εξωτερική πολιτική της Ελλάδος αρχομένου του Ευρωπαϊκού πολέμου (1915—1916), Αθήνα).
- Финансы Греции до и после 1 ноября 1920 года (Τα οικονομικά της Ελλάδος προ και μετά την 1η Νοεμβρίου 1920, Τυπ. Β. Αυλής Α. Ραφτάνη, Αθήνα 1922).
- Проблема нашего экономического будущего (Το πρόβλημα του οικονομικού μας μέλλοντος, Αθήνα 1925).
- Наша монетарная болезнь и способы её излечения (Η νομισματική μας ασθένεια και τα μέσα προς θεραπείαν αυτής: διάλεξις γενομένη εις την ένωσιν συντακτών την 11 Ιανουαρίου 1928, Εστία, Αθήνα 1928).
- Политика стабилизации и Э. Венизелос (Η πολιτική της σταθεροποιήσεως και ο Ε. Βενιζέλος, Αθήνα 1932.)
- После кризиса. Экономические исследования 1932—1934 (Μετά την κρίσιν. Οικονομικαί και δημοσιονομικαί μελέται 1932—1934, Βιβλιοπωλείον Κάουφμαν, Αθήνα, 1934).
- Финансовые перипетии слабеющей Византии. Окончательное падение византийской монеты (Οικονομικαί περιπέτειαι του παρακμάζοντος Βυζαντίου : η τελική πτώσις του βυζαντινού νομίσματος, Τύποις «Πυρσού», Αθήναι, 1939)
- Византийские исследования (Βυζαντιναί Μελέται, Αθήνα 1942, 1946).
- Причины экономического упадка Византии (Τα αίτια της οικονομικής παρακμής του Βυζαντίου, Αθήνα 1937).
- Из духовной и церковной жизни Комнинов (Από την πνευματική και θρησκευτική ζωή των Κομνηνών, Αθήνα).
- О финансовом и кредитном вопросе (Επί του νομισματικού και πιστωτικού ζητήματος, Αθήνα 1948).
- Новая органическая структура греческой экономики (Νέα οργανική διάρθρωσις της ελληνικής οικονομίας (Ανασυγκρότηση-Εξηλεκτρισμός-Εκβιομηχάνιση), Αθήνα 1950).